# Cratere Lilius
Lilius è un cratere lunare di 61,18 km situato nella parte sud-orientale della faccia visibile della Luna.
Il cratere è dedicato all'astronomo italiano Luigi Lilio, l'ideatore della riforma del calendario gregoriano.